# Christian Keglevits
Christian Keglevits (Weiden bei Rechnitz, 29 gennaio 1961) è un allenatore di calcio ed ex calciatore austriaco, di ruolo attaccante.

## Palmarès
- Campionato austriaco: 2

Rapid Vienna: 1981-1982, 1982-1983